# Koungheul
Koungheul är en stad och kommun i centrala Senegal. Den ligger i regionen Kaffrine och har cirka 26 000 invånare.